# 懷衡鐵路
怀衡铁路，又名懷邵衡鐵路、怀衡线，是中國一條运营中連接湖南省懷化市與衡陽市的高速铁路。全长约318公里。

## 簡介
懷邵衡鐵路西起懷化南站，經安江东、江口、洞口、石下江（预留）、隆回、邵阳西；與洛湛鐵路邵永段三線並行至邵陽站，再与新婁邵段经邵阳东站四線並行至邵東新站，然後自邵東站貨運場東側分道揚鑣；次第過杨桥、西渡、松木園、麻元，最后接入顏家壟，并在此對接衡茶吉鐵路，同時將興建聯絡線連入衡陽站。
懷邵衡鐵路全長約318km。該線路于2008年七月初進入《國家中長期鐵路網規劃調整方案》，2010年10月获国家发改委批复立项。原擬於2010年內動工。2011鐵道部高層人事變動及其後的溫州7·23動車追尾事故，使得國內所有鐵路新工程上馬延遲。2012年3月列入国家《十二五综合交通运输体系规划》的快速铁路专栏，2012年4月14日鐵道部同意在得到湖南省部分資金墊付的前提下，懷邵衡鐵路與婁邵鐵路四線並行的32km路段可以率先開工。懷邵衡鐵路有限責任公司於2012年11月2日成立。2013年12月24日可行性研究报告获得国家发改委批复，2014年1月6日开工，同年6月30日全局开工。2018年3月20日上午，全线铺轨贯通，同年12月26日全线开通运营。

## 技术标准
懷邵衡铁路設計技術標準：
- 鐵路等級：I級；
- 正線數目：雙線；
- 設計行車速度：2009年邵陽與新化鐵路之爭，邵陽當局在高壓下以放棄滬昆高鐵過境市區為代價，獲得提前開工提升等級的懷邵衡與新婁邵鐵路補償[10]。原設計行車速度為200km/h，預留250km/h[11]；實際設計行車速度線下工程為200km/h，並未預留提升空間[1]。
- 線間距：4.4m；
- 最小曲線半徑：一般3500m，困難2800m；
- 限制坡度：13‰；
- 牽引種類：電力；
- 機車類型或動車組類型：貨機HXD3，客機SS9，動車組；
- 牽引品質：4000t；
- 到發線有效長度：850m（雙機880m）；
- 閉塞類型：自動閉塞；
- 建筑限界：新建時速200公里客貨共線鐵路建筑限界。
- 规划输送能力：客车50对/日，货运5000万吨/年。